# Welterbe in den Vereinigten Staaten

Zum Welterbe in den Vereinigten Staaten von Amerika gehören (Stand 2024) 26 UNESCO-Welterbestätten, darunter 13 Stätten des Weltkulturerbes, zwölf Stätten des Weltnaturerbes und eine gemischte Kultur- und Naturerbestätte. Die Vereinigten Staaten haben die Welterbekonvention 1973 ratifiziert, die ersten zwei Welterbestätten wurden 1978 in die Welterbeliste aufgenommen. Die bislang letzte Welterbestätte wurde 2024 eingetragen, eine Stätte steht auf der Liste des gefährdeten Welterbes.

## Welterbestätten
Die folgende Tabelle listet die UNESCO-Welterbestätten in den Vereinigten Staaten in chronologischer Reihenfolge nach dem Jahr ihrer Aufnahme in die Welterbeliste (K – Kulturerbe, N – Naturerbe, K/N – gemischt, (G) – auf der Liste des gefährdeten Welterbes).
| Bild                                                                      | Bezeichnung                                                                      | Jahr             | Typ   | Ref. | Beschreibung |
| ------------------------------------------------------------------------- | -------------------------------------------------------------------------------- | ---------------- | ----- | ---- | --- |
| Nationalpark Mesa Verde                                                   | Nationalpark Mesa Verde (Lage)                                                   | 1978             | K     | 27   | Der Mesa-Verde-Nationalpark befindet sich im südwestlichen Teil von Colorado. Im Jahre 1888 wurden die verlassenen Höhlenwohnungen gefunden, am 29. Juni 1906 wurde der Nationalpark gegründet. |
| Nationalpark Yellowstone                                                  | Nationalpark Yellowstone (Lage)                                                  | 1978             | N     | 28   | Der Yellowstone-Nationalpark ist der älteste Nationalpark der Welt. Der Park befindet sich in der Nähe der Stadt Billings im Staat Montana. |
| Parksystem Kluane / Wrangell-St. Elias / Glacier Bay / Tatshenshini-Alsek | Parksystem Kluane / Wrangell-St. Elias / Glacier Bay / Tatshenshini-Alsek (Lage) | 1979, 1992, 1994 | N     | 72   | transnationale Welterbestätte mit Kanada, umfasste aus den Vereinigten Staaten ursprünglich den Wrangell-St.-Elias-Nationalpark, 1992 um den Glacier-Bay-Nationalpark erweitert. Der Wrangell-St.-Elias-Nationalpark im Südosten von Alaska ist mit rund 53.320 km² der größte Nationalpark der USA. Im benachbarten Glacier-Bay-Nationalpark reichen einige Gletscher bis in das von den Gezeiten beeinflusste Wasser der Glacier Bay („Gletscher-Bucht“). |
| Nationalpark Grand Canyon                                                 | Nationalpark Grand Canyon (Lage)                                                 | 1979             | N     | 75   | Der Grand Canyon gilt als das größte laufenden geologischen Schauspiel der Erde. Durch seine horizontalen Schichten kann man die geologische Geschichte über Millionen von Jahren zurückverfolgen. Weiterhin gibt es auch prähistorische Spuren menschlicher Anpassung an raue Umgebungsbedingungen. |
| Nationalpark Everglades                                                   | Nationalpark Everglades (Lage)                                                   | 1979             | N (G) | 76   | Der Everglades-Nationalpark an der Südspitze von Florida wird auch als „ein Fluss aus Gras, der unmerklich aus dem Hinterland ins Meer fließt“ bezeichnet. Die hier herrschende außergewöhnliche Vielfalt an Wasserlebensräumen hat es zu einem Schutzgebiet für eine große Anzahl von Vögeln und Reptilien sowie für bedrohte Arten, wie der Seekuh, gemacht. |
| Independence Hall                                                         | Independence Hall (Lage)                                                         | 1979             | K     | 78   | In der Independence Hall wurden sowohl die Unabhängigkeitserklärung wie auch die Verfassung der Vereinigten Staaten angenommen. In diesen beiden Dokumenten werden die universellen Prinzipien von Freiheit und Demokratie dargelegt und sie sind von grundlegender Bedeutung für die amerikanische Geschichte. Weiterhin haben sie aber auch einen großen Einfluss auf die ganze Welt. |
| National- und Staatspark Redwood                                          | National- und Staatspark Redwood (Lage)                                          | 1980             | N     | 134  | |
| Nationalpark Mammoth Cave                                                 | Nationalpark Mammoth Cave (Lage)                                                 | 1981             | N     | 150  | |
| Olympic-Nationalpark                                                      | Olympic-Nationalpark (Lage)                                                      | 1981             | N     | 151  | Auch der Küstenstreifen gehört zum Welterbe. |
| Staatliche Geschichtsstätte Cahokia Mounds                                | Staatliche Geschichtsstätte Cahokia Mounds (Lage)                                | 1982             | K     | 198  | |
| Nationalpark Great Smoky Mountains                                        | Nationalpark Great Smoky Mountains (Lage)                                        | 1983             | N     | 259  | |
| La Fortaleza und historische Stätte San Juan in Puerto Rico               | La Fortaleza und historische Stätte San Juan in Puerto Rico (Lage)               | 1983             | K     | 266  | La Fortaleza und San Juan National Historic Site umfassen Verteidigungsanlagen der Stadt San Juan in Puerto Rico aus dem 16. bis zum 20. Jahrhundert. Sie zeigen in herausragender Weise die Anpassung der europäischen Entwicklungen in der Militärarchitektur an den karibischen Kontext und repräsentieren die Kontinuität von mehr als vier Jahrhunderten architektonischer, technischer, militärischer und politischer Geschichte. |
| Freiheitsstatue                                                           | Freiheitsstatue (Lage)                                                           | 1984             | K     | 307  | |
| Nationalpark Yosemite                                                     | Nationalpark Yosemite (Lage)                                                     | 1984             | N     | 308  | |
| Chaco-Kultur                                                              | Chaco-Kultur (Lage)                                                              | 1987             | K     | 353  | Neben dem Chaco Culture National Historical Park gehören auch das Aztec Ruins National Monument, Casamero, das Halfway House, Kin Bineola, Kin Nizhoni, Kin Ya'a, Pierre's site, Pueblo Pintado und Twin Angels, alle in New Mexico, zum Welterbe. |
| Nationalpark Hawaiʻi Volcanoes                                            | Nationalpark Hawaiʻi Volcanoes (Lage)                                            | 1987             | N     | 409  | In diesem Nationalpark befindet sich der aktivste Vulkan der Welt, der Kīlauea. |
| Monticello und Universität von Virginia in Charlottesville                | Monticello und Universität von Virginia in Charlottesville (Lage)                | 1987             | K     | 442  | Monticello in der Nähe von Charlottesville in Virginia war das Landgut des Architekten und Politikers Thomas Jefferson, der Verfasser der Amerikanischen Unabhängigkeitserklärung und dritter Präsident der Vereinigten Staaten war. Jefferson errichtete das Haus ab 1768 nach eigenen Entwürfen. Auch die zentralen Gebäude der Universität von Virginia in Charlottesville, die auf Jeffersons Betreiben gegründet wurde, wurden von ihm entworfen. |
| Taos Pueblo                                                               | Taos Pueblo (Lage)                                                               | 1992             | K     | 492  | |
| Nationalpark Carlsbad Caverns                                             | Nationalpark Carlsbad Caverns (Lage)                                             | 1995             | N     | 721  | |
| Internationaler Friedenspark Waterton Glacier                             | Internationaler Friedenspark Waterton Glacier (Lage)                             | 1995             | N     | 354  | grenzüberschreitende Welterbestätte mit Kanada, umfasst aus den Vereinigten Staaten den Glacier-Nationalpark im Norden des US-amerikanischen Bundesstaates Montana, der im Jahr 1910 unter Schutz gestellt wurde und eine Fläche von 4100 km² hat. |
| Papahānaumokuākea                                                         | Papahānaumokuākea (Lage)                                                         | 2010             | K/N   | 1326 | |
| Monumentale Erdwerke von Poverty Point                                    | Monumentale Erdwerke von Poverty Point (Lage)                                    | 2014             | K     | 1435 | Auf einem etwa 160 ha großen, auf einer Hangkante über der Talebene des Mississippi liegenden Gelände befinden sich in Größe und Komplexität einzigartige Erdwerke einer präkolumbischen Indianerkultur. |
| Missionsstationen in San Antonio                                          | Missionsstationen in San Antonio (Lage)                                          | 2015             | K     | 1466 | umfasst Mission Valero, Mission Concepcion, Mission San José, Mission San Juan Capistrano, Mission San Francisco de la Espada und Rancho de las Cabras |
| Die Architektur des 20. Jahrhunderts von Frank Lloyd Wright               | Die Architektur des 20. Jahrhunderts von Frank Lloyd Wright (Lage)               | 2019             | K     | 1496 | umfasst acht Bauten des Architekten Frank Lloyd Wright: Unity Temple in Oak Park, Frederick C. Robie House in Chicago, Hollyhock House in Los Angeles, Taliesin in Spring Green, Fallingwater in den Allegheny Mountains, Herbert and Katherine Jacobs House in Madison, Taliesin West in Scottsdale und Solomon R. Guggenheim Museum in New York City. Sie repräsentieren die von Wright entwickelte „organic architecture“. Die vielseitigen Verwendungszwecke (Wohnen, Arbeit, Freizeit, Gotteshaus) lassen sich mit der Vielseitigkeit der Werkes Wrights und seinem Bestreben nach Zweckdienlichkeit assoziieren. Die Architektur hatte nachhaltigen Einfluss auf die zeitgenössische europäische Architektur. |
| Zeremonielle Erdwerke von Hopewell                                        | Zeremonielle Erdwerke von Hopewell                                               | 2023             | K     | 1689 | Acht monumentale Erdeinfriedungen, die in der Hopewell-Kultur eine zeremonielle Bedeutung hatten. Erfüllte Kriterien für Weltkulturerbe: i., iii. |
| Siedlungen der Herrnhuter Brüdergemeine                                   | Siedlungen der Herrnhuter Brüdergemeine                                          | 2024             | K     | 1468 | Die 2015 in das Weltkulturerbe aufgenommenen Siedlung Christiansfeld in Dänemark wurde um die Gemeinde Bethlehem in Pennsylvania, Herrnhut in Sachsen, dem Ursprung der Herrnhuter Brüdergemeine (englisch: Moravian Church) und Gracehill in Nordirland erweitert. Erfüllte Kriterien für Weltkulturerbe: iii., iv. |

## Tentativliste
In der Tentativliste sind die Stätten eingetragen, die für eine Nominierung zur Aufnahme in die Welterbeliste vorgesehen sind.

### Aktuelle Welterbekandidaten
Derzeit (2024) sind 17 Stätten in der Tentativliste der Vereinigten Staaten von Amerika eingetragen, die letzte Eintragung erfolgte 2022 wurde jedoch 2024 aufgenommen. Die folgende Tabelle listet die Stätten in chronologischer Reihenfolge nach dem Jahr ihrer Aufnahme in die Tentativliste.
| Bild                                            | Bezeichnung                                     | Jahr | Typ | Ref. | Beschreibung |
| ----------------------------------------------- | ----------------------------------------------- | ---- | --- | ---- | --- |
| Stätten des Civil Rights Movement               | Stätten des Civil Rights Movement               | 2008 | K   | 5241 | Zu den vorgeschlagenen Stätten des Civil Rights Movement zählen die Dexter Avenue King Memorial Baptist Church in Montgomery sowie die Bethel Baptist Church und die 16th Street Baptist Church in Birmingham |
| Dayton Aviation Sites                           | Dayton Aviation Sites                           | 2008 | K   | 5242 | Huffman Prairie Flying Field, Wright Cycle Company and Wright & Wright Printing, Wright Hall und Hawthorn Hill in Dayton, Ohio |
| Thomas-Jefferson-Bauten                         | Thomas-Jefferson-Bauten                         | 2008 | K   | 5244 | umfasst folgende Bauten des Architekten und Politikers Thomas Jefferson: Poplar Forest in Bedford County und Virginia State Capitol in Richmond Der Vorschlag ist als Erweiterung der Welterbestätte Monticello und Universität von Virginia in Charlottesville (Ref. 442) geplant, die ebenfalls Bauten von Thomas Jefferson umfasst. |
| Landsitz Mount Vernon                           | Landsitz Mount Vernon (Lage)                    | 2008 | K   | 5245 | |
| Serpent Mound                                   | Serpent Mound (Lage)                            | 2008 | K   | 5248 | |
| Okefenokee National Wildlife Refuge             | Okefenokee National Wildlife Refuge             | 2008 | N   | 5252 | |
| Petrified-Forest-Nationalpark                   | Petrified-Forest-Nationalpark (Lage)            | 2008 | N   | 5253 | |
| White Sands National Monument                   | White Sands National Monument (Lage)            | 2008 | N   | 5254 | |
| Brooklyn Bridge                                 | Brooklyn Bridge (Lage)                          | 2017 | K   | 6232 | |
| Ellis Island                                    | Ellis Island                                    | 2017 | K   | 6233 | |
| Central Park                                    | Central Park                                    | 2017 | K   | 6234 | |
| Frühe Wolkenkratzer Chicagos                    | Frühe Wolkenkratzer Chicagos                    | 2017 | K   | 6235 | Umfasst Wolkenkratzer der Chicagoer Schule. Vorgeschlagen sind einige Bauwerke, die bereits in früheren Vorschlägen enthalten waren. Aus dem Vorschlag „Chicago School of Architecture“ (1990–1996) übernommen wurden: Auditorium Building, Leiter II Building, Marquette Building, Rookery Building, The Carson, Pirie, Scott and Company Building. Aus dem Vorschlag „Chicago School of Architecture“ (1990–1996) übernommen wurden: Monadnock Building, Old Colony Building, Fisher Building. Neu hinzugekommen ist das Ludington Building. |
| Pacific Remote Islands Marine National Monument | Pacific Remote Islands Marine National Monument | 2017 | N   | 6236 | Südwestlich von Hawaii |
| Schutzgebiet Kalifornienstrom                   | Schutzgebiet Kalifornienstrom                   | 2017 | N   | 6237 | umfasst Point Reyes National Seashore, Farallon-Inseln (beide von 1990–1996 bereits vorgeschlagen), Golden Gate National Recreation Area, Monterey Bay, Greater Farallones National Marine Sanctuary, Cordell Bank National Marine Sanctuary und California Coastal National Monument im Kalifornienstrom |
| Marianas Trench Marine National Monument        | Marianas Trench Marine National Monument        | 2017 | N   | 6238 | Umfasst den Inselbogen der Marianen |
| Meeresschutzgebiete in Amerikanisch-Samoa       | Meeresschutzgebiete in Amerikanisch-Samoa       | 2017 | N   | 6239 | Umfasst die Schutzgebiete: Fagatele Bay National Marine Sanctuary (bereits seit 2008 vorgeschlagen), Rose Atoll Marine National Monument und Rose Atoll National Wildlife Refuge in Amerikanisch-Samoa |
| Big-Bend-Nationalpark                           | Big-Bend-Nationalpark                           | 2017 | N   | 6241 | |

### Ehemalige Welterbekandidaten
Diese Stätten standen früher auf der Tentativliste, wurden jedoch wieder zurückgezogen oder von der UNESCO abgelehnt. Stätten, die in anderen Einträgen auf der Tentativliste enthalten oder Bestandteile von Welterbestätten sind, werden hier nicht berücksichtigt.
| Bild                                                                    | Bezeichnung                                                             | Jahr      | Typ | Ref. | Beschreibung |
| ----------------------------------------------------------------------- | ----------------------------------------------------------------------- | --------- | --- | ---- | --- |
| Thomas Edison's Labor                                                   | Edison National Historic Site (Lage)                                    | 1979–1980 | K   |      | Haus und Labor von Thomas Alva Edison. Die historische Stätte wurde 2009 in Thomas Edison National Historical Park umbenannt |
| (weitere Bilder)                                                        | Wright Brothers National Monument (Lage)                                | 1981–1981 | K   |      | Denkmal für die Brüder Wright an der Stelle, an der sie ihren ersten kontrolliert gesteuerten Motorflug der Welt durchführten. |
| Blick in den Krater (weitere Bilder)                                    | Haleakalā-Nationalpark (Lage)                                           | 1983–1983 | N   |      | Nationalpark auf der Insel Maui in Hawaii um den ruhenden Vulkan Haleakalā herum. |
| Puʻuhonua o Hōnaunau National Historical Park                           | Puʻuhonua o Hōnaunau National Historical Park                           | 1987–1987 | K   |      | |
| Acadia-Nationalpark                                                     | Acadia-Nationalpark                                                     | 1990–1996 | N   |      | |
| Inseln der Aleuten                                                      | Inseln der Aleuten                                                      | 1990–1996 | N   |      | Die Inseln der Aleuten sind ein Teil des Alaska Maritime National Wildlife Refuge |
| Arches-Nationalpark                                                     | Arches-Nationalpark                                                     | 1990–1996 | N   |      | |
| Arctic National Wildlife Refuge                                         | Arctic National Wildlife Refuge                                         | 1990–1996 | N   |      | |
| Prudential Building                                                     | Chicago School of Architecture                                          | 1990–1996 | K   |      | Beinhaltete neben den in dem Vorschlag von 2017 enthaltenen Gebäuden zusätzlich das Reliance Building in Chicago, Prudential (Guaranty) Building in Buffalo und das Wainwright Building in St. Louis |
| Bryce-Canyon-Nationalpark                                               | Bryce-Canyon-Nationalpark                                               | 1990–1996 | N   |      | |
| Canyonlands-Nationalpark                                                | Canyonlands-Nationalpark                                                | 1990–1996 | N   |      | |
| Cape Krusenstern Archeological District National Monument               | Cape Krusenstern Archeological District National Monument               | 1990–1996 | K/N |      | |
| Capitol-Reef-Nationalpark                                               | Capitol-Reef-Nationalpark                                               | 1990–1996 | N   |      | |
| Casa Grande Ruins National Monument                                     | Casa Grande Ruins National Monument                                     | 1990–1996 | K   |      | |
| Chapel Hall, Gallaudet University                                       | Chapel Hall, Gallaudet University                                       | 1990–1996 | K   |      | Die 1870 erbaute Chapel Hall ist eines der ältesten Gebäude der Gallaudet University |
| Colorado National Monument                                              | Colorado National Monument                                              | 1990–1996 | K   |      | |
| Crater-Lake-Nationalpark                                                | Crater-Lake-Nationalpark                                                | 1990–1996 | N   |      | |
| Death-Valley-Nationalpark                                               | Death-Valley-Nationalpark                                               | 1990–1996 | N   |      | |
| Eads Bridge                                                             | Eads Bridge                                                             | 1990–1996 | K   |      | Die Eads Bridge über den Mississippi River verbindet St. Louis in Missouri mit East St. Louis in Illinois. |
| Frank Lloyd Wright Home and Studio                                      | Frank Lloyd Wright Home and Studio                                      | 1990–1996 | K   |      | Nicht in dem 2008 eingereichten Vorschlag „Bauten von Frank Lloyd Wright“ berücksichtigt |
| General Electric Research Laboratories, Schenectady                     | General Electric Research Laboratories, Schenectady                     | 1990–1996 | K   |      | erste industrielle Forschungseinrichtung der Vereinigten Staaten, 1900 in Schenectady, New York errichtet |
| Goddard Rocket Launching Site                                           | Goddard Rocket Launching Site                                           | 1990–1996 | K   |      | Ort, an dem Robert Goddard 1926 weltweit zum ersten Mal erfolgreich eine mit Flüssigtreibstoff betriebene Rakete startete |
| Grand-Teton-Nationalpark                                                | Grand-Teton-Nationalpark                                                | 1990–1996 | N   |      | |
| Guadalupe-Mountains-Nationalpark                                        | Guadalupe-Mountains-Nationalpark                                        | 1990–1996 | N   |      | |
| Hohokam Pima National Monument                                          | Hohokam Pima National Monument                                          | 1990–1996 | N   |      | |
| Joshua-Tree-Nationalpark                                                | Joshua-Tree-Nationalpark                                                | 1990–1996 | N   |      | |
| Lindenmeier Site                                                        | Lindenmeier Site                                                        | 1990–1996 | K   |      | archäologischer Fundort der prähistorischen Folsom-Kultur |
| Lowell-Observatorium                                                    | Lowell-Observatorium                                                    | 1990–1996 | K   |      | |
| McCormicks Farm und Werkstatt                                           | McCormicks Farm und Werkstatt                                           | 1990–1996 | K   |      | Farm und Werkstatt von Cyrus McCormick, dem Erfinder einer Mähmaschine (Reaper) |
| Moundville Archaeological Site                                          | Moundville Archaeological Site                                          | 1990–1996 | K   |      | |
| Mount-Rainier-Nationalpark                                              | Mount-Rainier-Nationalpark                                              | 1990–1996 | N   |      | |
| Historischer Bezirk von New Harmony                                     | Historischer Bezirk von New Harmony                                     | 1990–1996 | K   |      | |
| North-Cascades-Nationalpark                                             | North-Cascades-Nationalpark                                             | 1990–1996 | N   |      | |
| Ocmulgee National Monument                                              | Ocmulgee National Monument                                              | 1990–1996 | K   |      | |
| Organ Pipe Cactus National Monument                                     | Organ Pipe Cactus National Monument                                     | 1990–1996 | N   |      | |
| Volta Bureau                                                            | Originale Bell-Laboratorien                                             | 1990–1996 | K   |      | Volta Laboratory (1880–1881) und Volta Bureau (1887) waren die ursprünglichen von Alexander Graham Bell gegründeten Laboratorien, in denen er Forschung und Entwicklung zu Telekommunikation und Tonaufzeichnung betrieb. |
| Pecos National Historical Park                                          | Pecos National Historical Park                                          | 1990–1996 | K   |      | |
| Point Reyes National Seashore/Farallon Islands National Wildlife Refuge | Point Reyes National Seashore/Farallon Islands National Wildlife Refuge | 1990–1996 | N   |      | umfasst die Schutzgebiete Point Reyes National Seashore und Farallon Islands National Wildlife Refuge |
| Pupin Physics Laboratories                                              | Pupin Physics Laboratories                                              | 1990–1996 | K   |      | auch Pupin Hall genannt, 1925–1927 für das Physics Department errichtetes Gebäude der Columbia University in New York City. |
| Rainbow Bridge National Monument                                        | Rainbow Bridge National Monument                                        | 1990–1996 | N   |      | |
| Rocky-Mountain-Nationalpark                                             | Rocky-Mountain-Nationalpark                                             | 1990–1996 | N   |      | |
| Saguaro-Nationalpark                                                    | Saguaro-Nationalpark                                                    | 1990–1996 | N   |      | |
| Mission San Xavier del Bac                                              | Mission San Xavier del Bac                                              | 1990–1996 | K   |      | |
| Sequoia/Kings Canyon National Parks                                     | Sequoia/Kings Canyon National Parks                                     | 1990–1996 | N   |      | |
| South Dearborn Street – Printing House Row Historic District            | South Dearborn Street – Printing House Row Historic District            | 1990–1996 | K   |      | National Historic Landmark District in Chicago mit dem Monadnock Building, dem Manhattan Building, dem Fisher Building, und dem Old Colony Building. Monadnock Building, Old Colony Building und Fisher Building wurden 2017 in den Vorschlag „Frühe Wolkenkratzer Chicagos“ (Ref. 6235) übernommen, das Manhattan Building jedoch nicht. |
| Ventana Cave                                                            | Ventana Cave                                                            | 1990–1996 | K   |      | |
| Virginia Coast Reserve                                                  | Virginia Coast Reserve                                                  | 1990–1996 | N   |      | |
| Historischer Bezirk von Warm Springs                                    | Historischer Bezirk von Warm Springs                                    | 1990–1996 | K   |      | |
| Washington Monument                                                     | Washington Monument                                                     | 1990–1996 | K   |      | |
| Zion-Nationalpark                                                       | Zion-Nationalpark                                                       | 1990–1996 | N   |      | |
| Urbane Planung von Savannah City                                        | Urbane Planung von Savannah City                                        | 1995–1995 | K   |      | |
| S. C. Johnson & Son, Inc., Administration Building and Research Tower   | S. C. Johnson & Son, Inc., Administration Building and Research Tower   | 2008–2015 | K   | 5249 | Dieser Komplex in Racine, Wisconsin war anfänglich Bestandteil des Vorschlags der Bauten von Frank Lloyd Wright |
| Hopewell Ceremonial Earthworks                                          | Hopewell Ceremonial Earthworks                                          | 2008–2017 | K   | 5243 | Folgende Stätten wurden aus dem Vorschlag gelöscht: Mound City, Hopewell Mound, Seip Earthworks, High Bank Earthworks, Hopeton Earthworks |
| Die Architektur des 20. Jahrhunderts von Frank Lloyd Wright             | Die Architektur des 20. Jahrhunderts von Frank Lloyd Wright             | 2008–2018 | K   |      | zwei Bauten des Architekten Frank Lloyd Wright waren ursprünglich Teil der Nominierung: Price Tower in Bartlesville und Marin County Civic Center in San Rafael |